# Google实时搜索
Google实时搜索（英語：Google Real-Time Search）是Google公司推出的一项搜索服务，能从Twitter、Facebook、博客和新闻等网站中搜索实时信息。服务始于2009年12月7日，但因和Twitter的协议过期而于2011年7月2日关闭。从2010年2月24日开始，Google实时搜索包括Facebook的状态更新。跟Google实时搜索类似的也有微软的Bing Social，其搜索结果也包含Twitter和Facebook的内容。

## 搜索结果来源
确定包含的搜索结果来源：
- Twitter
- Facebook
- MySpace
- FriendFeed
- Google Buzz

传闻但未予包含的搜索结果来源：
- Yahoo! Answers[1]
- Jaiku[6]
- identi.ca
- TwitArmy
- Quora
- Gowalla
- Google News links
- Google Blog Search links
- Plixi
- Me2day
- Twitgoo